# Katrien Coppens
Katrien Coppens is een personage uit de Vlaamse soapserie Wittekerke dat werd gespeeld door Els De Schepper. Zij speelde deze rol van het eerste tot het derde seizoen van 1993 tot 1996.

## Personage
Katrien is de dochter van Georges. Ze wil haar vader leren kennen en komt daarom af naar Wittekerke. Haar moeder wil haar nog tegenhouden maar het lukt haar niet. Georges stuurt haar geld op om een lijnvlucht te nemen, maar zij doet het geld op aan cadeautjes en probeert op de luchthaven te liften met het vliegtuigje wat Ronnie Geevaert bestuurt. Het vliegtuigje stort echter neer boven de Noordzee, maar Katrien en Ronnie overleven het. Ze moet wel naar het ziekenhuis en ook haar moeder Paula komt naar Wittekerke. Katrien ontslaat zichzelf uit het ziekenhuis en trekt naar café de Schorre. Ze stelt zich aan Marcel voor als Katrien Sneyers, de meisjesnaam van haar moeder, omdat ze niet wil dat iedereen weet dat ze de dochter van Georges is. Intussen zijn Georges en Paula op zoek naar Katrien terwijl ze alle drie in het café logeren, 's morgens lopen ze elkaar tegen het lijf. Katrien begint te werken in het café om geld te verdienen. Paula wordt terug verliefd op Georges en palmt hem helemaal in waardoor hij weinig tijd heeft om zijn dochter beter te leren kennen. Nadat Georges Paula de deur wijst keert ze terug naar Engeland. Katrien vindt het niet netjes hoe Georges zijn moeder en zijn vriendin Magda behandeld heeft en wil hem niet meer zien, maar draait uiteindelijk bij.
Katrien wordt bevriend met Chris en samen met hem vangen ze Astrid Méganck op die een zelfmoordpoging ondernomen heeft en hulp nodig heeft. Astrid is zwanger en Chris trouwt met haar. Katrien gaat spullen van Patsy terugbrengen. Hier leert ze Wielemans kennen en ze is ogenblikkelijk tot hem aangetrokken. Door deze extra aandacht beseft Patsy echter dat zij ook gevoelens heeft voor hem en Katrien blijft in de kou staan. Patsy komt wel terug in het café werken en wordt bevriend met Katrien. Samen met Geert Verschuren wordt ze bij Chris en Astrid uitgenodigd voor een etentje. De twee kibbelen de hele tijd en kunnen niet met elkaar opschieten. Voor een feestje in het café vraagt Georges aan Geert of hij Katrien mee uitvraagt. Met tegenzin doet hij dit en met tegenzin accepteert zij, maar als ze erachter komt dat Geert door haar vader gevraagd werd is ze razend. 
Nadat Patsy en Wielemans Wittekerke verlaten wordt Patsy vervangen door Tanja Tavernier. Tanja heeft vroeger al in het café gewerkt en staat daarom boven Katrien. De twee kibbelen de hele tijd. Nadat Katrien Bart Bauterse op haar kamer verbergt beslist Marcel dat het tijd is om te verhuizen. Tanja heeft net een appartement gehuurd en stelt voor om bij haar in te trekken. Hier heeft ze al snel spijt van maar na een tijdje gaat het heel goed tussen hen. Als ze op een keer lastiggevallen wordt in het café en Geert het voor haar op neemt wordt ze prompt verliefd op hem. Tanja besluit met Geert te gaan praten en vraagt of hij met Katrien wil uitgaan maar hij begrijpt haar fout en denkt dat Tanja verliefd is op hem. Katrien is kwaad als ze de toedracht hoort maar vergeeft Tanja. Kort daarna komt Stef, de broer van Tanja vrij uit de gevangenis en trekt ook bij hen in. Stef kan niet lezen of schrijven en schaamt zich hiervoor. Katrien helpt hem hierbij. Tanja gaat bij de krant de Duingalm werken en overtuigd Katrien om een vervolgverhaal te schrijven. Katrien schrijft een verhaal onder het pseudoniem Stella Bremhof en haar verhaal wordt door iedereen gesmaakt. Katrien krijgt al snel gevoelens voor Stef maar hij houdt haar aan het lijntje en richt zijn pijlen op Greet Ruytjens. In de verhalen die ze schrijft spelen de gevoelens die ze heeft voor Stef ook een rol. Tanja besluit om Katrien in te lichten dat Stef niets voor haar voelt en ze voelt zich verraden. Net dan komt Stef met een boeket bloemen en zegt dat zij de enige is voor hem waarop ze de bloemen op hem kapot slaat. Ze wil niet meer met hem samen wonen maar Tanja kan haar broer niet zomaar buiten zetten.

### Vertrek
Wanneer Alex Thijssen geen relatie met haar wil starten, is dit voor haar de zoveelste mislukking in de liefde. Het wordt haar te veel en ze besluit om terug te keren naar haar moeder in Engeland. Na afscheid genomen te hebben van haar vrienden rijdt ze met haar auto Samantha op de ferry richting Engeland.

## Familie
- Georges Coppens (vader)
- Paula Sneyers (moeder)